# Lothar Bodingbauer
Lothar Bodingbauer (* 1971 in Altheim, Oberösterreich) ist ein österreichischer Radiojournalist, Abendschullehrer und freier Podcaster.

## Leben
Lothar Bodingbauer besuchte das Gymnasium Braunau am Inn und studierte nach einem Arbeitsjahr als Bankangestellter an der Universität Wien Physik und Mathematik für das Lehramt. Er schloss sein Studium mit einer Diplomarbeit unter dem Titel Physik im Radio – Mit der Analyse einer Radiosendung zum Thema „Quantenphysikalische Verschränkung“ ab. Seinen Zivildienst leistete er als Gedenkdiener im Jahr 2000 am Montreal Holocaust Memorial Center. Bereits während seines Studiums arbeitete er als freier Radiojournalist vor allem für die Radiosender Österreich 1 und Deutschlandfunk. Derzeit unterrichtet er im Hauptberuf am Abendgymnasium Wien die Fächer Physik und Mathematik und hält Kurse am Forum Journalismus und Medien in Wien. Als freier Podcaster ist er vor allem im Bereich der Wissensvermittlung tätig und setzt sich für die Verbindung von Podcastepisoden mit Radiosendungen ein.

## Publikationen
Um die 370 Radiosendungen und Radiobeiträge (Reportagen, Features, Collagen, Glossen) und 500 Podcastepisoden (Gesprächsformate) hat Lothar Bodingbauer seit Beginn seiner journalistischen Tätigkeit 1994 veröffentlicht. Erfahrungsberichte aus seiner journalistischen Arbeit, die er mit thematischen Aspekten aus dem Bildungsbereich verbindet, teilte er auf den Subscribe-Podcasterkonferenzen sowie auf Tagungen der deutschsprachigen Wissenschaftspodcaster. Er veröffentlichte ein Schulbuch für das Fach Chemie sowie ein Buch über „physikalische Besonderheiten“. Im Internet betreibt er eine Website als Erklärplattform mit physikalisch-naturwissenschaftlichen Inhalten, in der auch die Ergebnisse von Schulprojekten koordiniert werden. Er überarbeitet Ausstellungstexte nach wissenschaftlichen, pädagogischen und journalistischen Kriterien für österreichische Museen.

## Auszeichnungen
- 2000 Dr. Reinhard Galler-Tourismuspreis: Ehrende Anerkennung für das Radiofeature "Leben in den Alpen" (Journal-Panorama, ORF Österreich 1, 5. August 1999).[21]
- 2012 WINFRA Preis für Infrastruktujournalismus: Sieger in der Kategorie Hörfunk für das Radiofeature "Die Haltbarkeit der Stadt" (Moment - Leben heute, ORF Österreich 1, 6. Jänner 2012).[22]
- 2015 Innovationspreis der Österreichischen Universitätskonferenz und ORF Radio Österreich 1: Bienenpodcast als Beispiel innovativer Wissensvermittlung.[23]
- 2016 Roman-Sexl-Preis für Physikdidaktik: Lothar Bodingbauer für seine Medientätigkeit im Hörfunk mit Sendungen wie „Physikalische Soiree“, Vom Leben der Natur und Radiokolleg.[24]
- 2020 Radiopreis der Erwachsenenbildung: Für die Sendung „X – Der Joker unter den Zeichen“, ein Beitrag aus der Ö1-Reihe Diagonal – Radio für Zeitgenoss/innen, gemeinsam mit Alexandra Augustin, Dominique Gromes, Tanja Malle, Thomas Mießgang, Roman Tschiedl und Peter Johannes Waldenberger.[25]

## Bücher und Zeitschriftenartikel
- ganz klar: Chemie 4. Wien, Jugend & Volk, 2006.
- Dr. Bodingbauers Sammelsurium physikalischer Besonderheiten. Pichler Verlag, 2006.
- Hacker im Schulsystem? Was wir vom Chaos Computerclub lernen könnten. In: Medienimpulse, Wien, 3/2011. S. 358–362.
- Wir alle sind Armin Wolf. Ich habe die Wahrheit? Nicht möglich. In: Medienimpulse, Wien, 57(3).
- Stadtgeschichten im Museum. Von Träumen, Räumen und den Menschen. In: Die Zukunft der Stadt (Katalog zur Ausstellung), Technisches Museum Wien, 2017. S. 54–59.
- Stadtgespräch: Der Podcast aus dem Technischen Museum Wien. In: Arbeit und Produktion weiter_gedacht_ (Katalog zur Ausstellung), Technisches Museum Wien, 2019. S. 96–99.